# Schlangenbader Straße
 (mai 2024).
Le développement autoroutier de Schlangenbader Straße (familièrement appelé Schlange, "Serpent") est un immeuble d'habitation situé sur une tracé en plan de type autoroutière, à l'architecture des années 1970, dans le quartier de Berlin-Wilmersdorf, en bordure du Rheingauviertel. Grâce à l'utilisation multiple des zones de circulation, des aspects de protection de l'environnement, de réduction des émissions sonores et de contrôle des émissions furent atteints. Le bâtiment est classé monument historique depuis décembre 2017. En avril 2023, le tunnel autoroutier est complètement fermé pour une durée indéterminée pour des raisons de sécurité après la découverte de carences en matière de protection incendie. En décembre 2023, l'Administration sénatoriale des transports annonce le projet de rénovation du tunnel autoroutier ; la réouverture est prévue pour 2029.[réf. nécessaire]

## Histoire
Du début au milieu des années 1970, la situation du logement à Berlin-Ouest, désormais isolée en raison de l'achèvement de la construction du mur, est encore critique. Les grandes agglomérations de la périphérie (y compris Märkisches Viertel et Gropiusstadt) qui avaient été construites auparavant sur le modèle des villes satellites avaient réduit la pénurie générale de logements, mais des plans envisagent la création d'espaces de vie plus denses comme nécessaires, d'autant plus que diverses constructions anciennes des quartiers avaient été démolis dans les années 1960. Étant donné que les premiers problèmes de structure sociale apparaissent déjà dans les grands quartiers de Berlin, la construction dense de logements de ce type est de toute façon reléguée au second plan.
Outre la nécessité de créer un espace de vie dans une ville spatialement limitée, les aspects écologiques jouent un rôle majeur dans la planification du complexe. D'un point de vue urbanistique, cela signifie également éviter la fragmentation d'une zone résidentielle auparavant intacte par un tracé autoroutier de haute importance. Afin de répondre à ces exigences multidimensionnelles, un certain nombre d'experts confirmés dans différents domaines s'impliquent dans la planification dès la première phase du projet, notamment l'urbanisme, l'acoustique des bâtiments, la circulation, le logement et l'architecture.
Les premiers travaux de construction de la branche sud (Bundesautobahn 104) de l'autoroute urbaine Bundesautobahn 100 commencent en 1970-1971. Le développement de la Schlangenbader Straße est planifié sur une superficie d'environ 44 000 m2, qui chevauche l'autoroute A 104 dans la partie ouest. Le projet commence initialement sous le nom de Wohnpark Wilmersdorf.
Le projet d'autoroute encercle l'ancienne autoroute 104 sur une longueur de 600 m dans son parcours nord-sud et présente un léger angle, analogue à la route. La construction de l'ensemble du projet a lieu entre 1976 et 1980 pour le compte de Degewo. La planification est réalisée par les architectes Georg Heinrichs, Gerhard Krebs et Klaus Krebs. La construction est réalisée par plusieurs entreprises en coentreprise : Burgert-Neue Bauhütte AG, Ed. Züblin AG, Schälerbau Berlin, Bruno Ansorge, Lindow & Co., Richter & Schädel, Sager & Woerner (SAWOE), Anton Schmittlein AG, Gottlieb Tesch GmbH, Karl Tobias GmbH, F.C. Trapp et Wiemer & Trachte.
Après l'achèvement, le sol dans la zone de la superstructure commence à s'affaisser, ce qui doit être compensé en compactant ensuite le sol et en utilisant des cales de support en acier au-dessus des ponts à poutres. Le coût total de la construction s'élève à 400 millions de marks (environ 514,4 millions d'euros).

## Dimensions

### Salles de réunions
S'ajoutent de nombreuses institutions sociales et associations dans le bâtiment principal et les bâtiments périphériques qui sont associées aux institutions de quartier dans la "file d'attente du réseau". Il s'agit notamment de diverses installations pour l'enfance et la jeunesse, telles qu'une garderie, un théâtre pour enfants et jeunes, un lieu de rencontre pour les personnes âgées et des installations pour les soins et l'insertion professionnelle des personnes gravement handicapées.

### Tunnel autoroutier
Le tunnel autoroutier actuel, long de 570 mètres, est structurellement séparé du lotissement résidentiel. La route passe dans son propre tube, ce qui n'apparaît clairement que lorsque l'on regarde la coupe transversale du bâtiment. C'était le seul moyen d'éviter la transmission du son aux bâtiments résidentiels. Le bâtiment principal lui-même repose sur une charpente construite autour de ce tube et transfère ses charges au sol du bâtiment via un support central et 2 supports latéraux. Les espaces sont remplis de sable.
À l'origine, un total de 1 406 luminaires individuels AEG à une, deux et trois lampes, équipés de lampes à vapeur de sodium à haute pression, ainsi qu'un système de commande d'éclairage à deux canaux (également AEG) d'une puissance totale de 320 kilowatts sont installés dans le tunnel.

### Installation extérieure
Les vastes espaces verts font partie intégrante du concept du complexe, qui, outre les balcons et terrasses spacieux du bâtiment, doivent également prendre en compte les exigences des locataires en matière d'habitabilité et de convivialité d'un point de vue écologique urbain. De 1979 à 1981, les architectes paysagistes Paul-Heinz Gischow et Walter Rossow créent de vastes espaces verts sur le côté ouest du bâtiment et dans les zones situées entre le bâtiment principal et les bâtiments périphériques du côté est, qui, comme le bâtiment principal, sont répertoriés depuis 2017 et sont ajoutés à la liste du Land de Berlin en tant que monument de jardin.
Outre de nombreuses possibilités de jeux et de sports pour les enfants de différentes tranches d'âge, il existe également des lieux de rencontre intergénérationnels. Depuis août 2023, un terrain de boules est installé dans la zone ouest de l'établissement, qui servira de point de départ à d'autres installations prévues pour promouvoir l'exercice et la santé.

## Circulation
Pour des raisons de sécurité, le tunnel autoroutier est fermé le 20 avril 2023 après qu'un contrôle technique commandé par l'Administration sénatoriale des transports révèle des déficiences dans le système de ventilation en cas d'incendie et dans les systèmes d'appel d'urgence. Les pompiers de Berlin constatent les problèmes lors d'un exercice dans le tunnel à l'automne 2022. Selon un porte-parole de l'administration, il semble douteux que la réouverture du passage souterrain soit justifiée, compte tenu des coûts de rénovation estimés à 30 millions d'euros. Cependant, depuis la fermeture du tunnel, d'importants problèmes de circulation se posent dans les zones résidentielles environnantes. Les mesures initialement introduites n'ont pas permis d'améliorer cette situation à long terme. C’est pourquoi le Sénat examine à nouveau des variantes prévoyant une réouverture au moins partielle à la circulation. Une initiative citoyenne lutte pour un concept de transport durable qui tienne compte des préoccupations des zones concernées en tant que zones résidentielles. La rénovation prévue du tunnel est annoncée le 13 décembre 2023 ; la réouverture est prévue pour 2029.